# Bohuslav Křepelka
Bohuslav Křepelka (13. května 1933 - 1998) byl český hokejový brankář.

## Hokejová kariéra
V československé lize chytal za CHZ Litvínov. Odchytal 5 ligových sezón a nastoupil ve 49 ligových utkáních.

## Klubové statistiky
| 1957/1958 | Jiskra SZ Litvínov | 2. liga | -  | -    | - |
| 1958/1959 | Jiskra SZ Litvínov | 2. liga | -  | -    | - |
| 1959/1960 | Jiskra SZ Litvínov | 1. liga | 20 | 4,75 | - |
| 1960/1961 | Jiskra SZ Litvínov | 1. liga | 21 | 2,96 | - |
| 1961/1962 | Jiskra SZ Litvínov | 1. liga | 6  | -    | - |
| 1962/1963 | CHZ Litvínov       | 1. liga | 1  | -    | - |
| 1963/1964 | CHZ Litvínov       | 1. liga | 1  | 3,00 | - |